# サン・クリストーボ・デ・セア

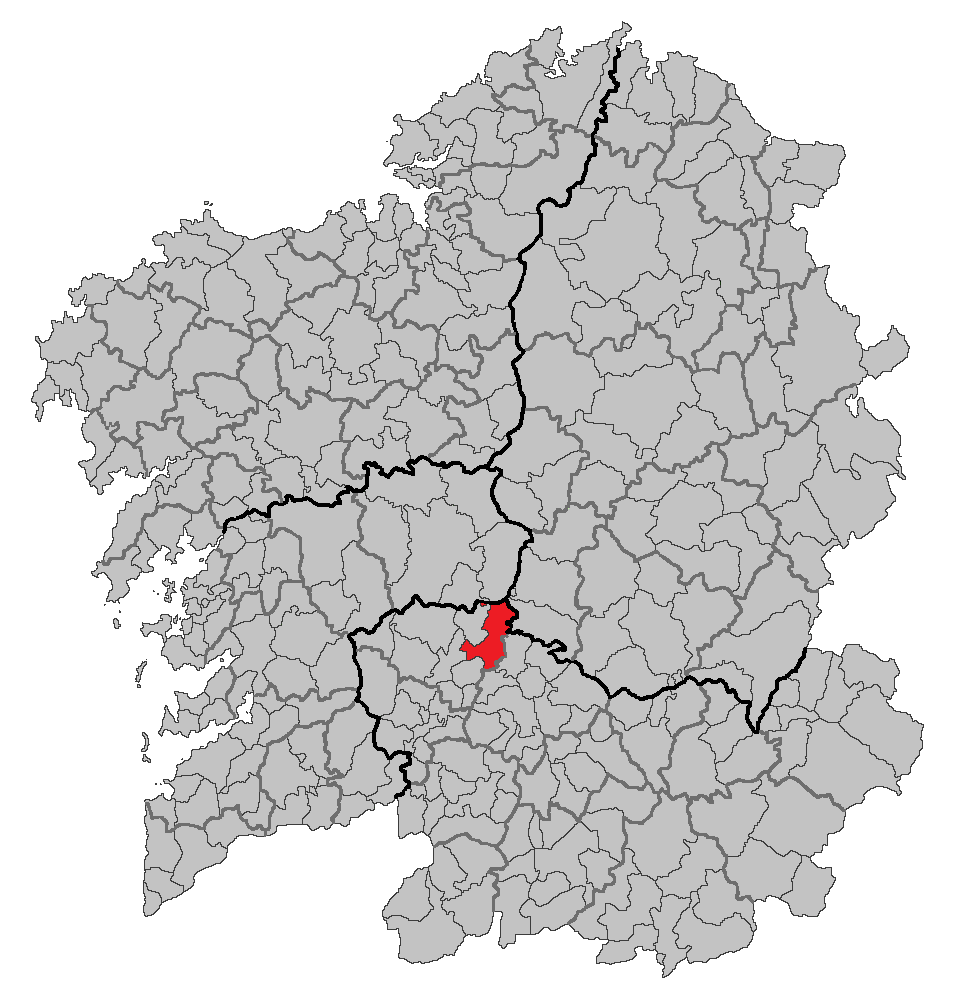

サン・クリストーボ・デ・セア（San Cristovo de Cea）は、スペイン、ガリシア州、オウレンセ県の自治体、コマルカ・ド・カルバジーニョに属する。ガリシア統計局によれば2009年の人口は2,739人（2003年：3,026人）。住民呼称は、ceés/-esa。カスティーリャ語表記はSan Cristóbal de Cea（サン・クリストーバル・デ・セア）。
ガリシア語話者の自治体人口に占める割合は98.84％（2001年）。

## 地理
サン・クリストーボ・デ・セアはオウレンセ県の北西部に位置し、コマルカ・ド・カルバジーニョに属する。隣接する自治体は、北がロデイロ（ポンテベドラ県）、北東がカルバジェード（ルーゴ県）、東がビラマリン、南がアモエイロとマシーデ、西がオ・カルバジーニョとピニョールである

### 人口
| サン・クリストーボ・デ・セアの人口推移 1900－2010       |
|                                                         |
| 出典:INE（スペイン国立統計局）1900年 - 1991年、1996年 - |

## 政治
自治体首長はガリシア国民党（PPdeG）のショセ・ルイス・バジャダーレス・フェルナンデス（Xosé Luis Valladares Fernández）、自治体評議員は、ガリシア国民党：8、ガリシア社会党（PSdeG-PSOE）：2、ガリシア民族主義ブロック（BNG）：1となっている（2007年の自治体選挙の結果）。 

## 名物
- パン・デ・セア（Pan de Cea、セアのパン）-　地元産の小麦粉を使用して、伝統的な昔ながらの製法で作られたパンで、2004年に原産地呼称パン・デ・セアに登録され、2005年からはその地理的範囲も規定されている。1991年から、7月の第一日曜日にはパン・デ・セア・フェスティバルが開催されている。

## 教区
サン・クリストーボ・デ・セアは13の教区に分けられている。
- カストレーロ（サン・シブラーオ）
- セア（サン・クリストーボ）
- コバス（サンタ・マリーア）
- ラマス（サン・マルティーニョ）
- ロンゴス（サンタ・バイア）
- マンドラス（サン・ペドロ）
- オセイラ（サンタ・マリーア・ア・レアル）
- ペレーダ（サンタ・バイア）
- サン・ファグンド（サン・ファグンド）
- ソウト（サン・サルバドール）
- バレス（サン・ペドロ）
- ビラセコ（サン・ミゲル）
- ビーニャ（サン・ロマン）